# Bisporella nannfeldtii
Bisporella nannfeldtii är en svampart som tillhör divisionen sporsäcksvampar, och som beskrevs av Svr?ek. Bisporella nannfeldtii ingår i släktet gulskålar, och familjen Helotiaceae. Arten är reproducerande i Sverige.